# Tour dels Alps 2022
El Tour dels Alps 2022 va ser la 45a edició del Tour dels Alps. La cursa es disputà entre el 18 i el 22 d'abril de 2022, amb un recorregut de 726,5 km, repartits entre cinc etapes per carreteres d'Itàlia i Àustria. La cursa forma part de l'UCI Europa Tour 2022 amb una categoria 2.HC.
El vencedor final fou el francès Romain Bardet (Team DSM), que s'imposà a l'australià Michael Storer (Groupama-FDJ) i al neerlandès Thymen Arensman (Team DSM). En les classificacions secundàries Torstein Træen (Uno-X Pro Cycling Team) s'imposà en la muntanya, Thibaut Pinot (Groupama-FDJ) en els esprints i Thymen Arensman (Team DSM) en la dels joves. El Groupama-FDJ fou el millor equip.

## Equips
18 equips van prendre la sortida en aquesta edició:
| WorldTeams (10)- AG2R Citroën Team - Bora-Hansgrohe - Bahrain Victorious - EF Education-EasyPost - Groupama-FDJ - Ineos Grenadiers - Israel-Premier Tech - Movistar Team - Team DSM - Astana Qazaqstan Team ProTeams (7)- Bardiani-CSF-Faizanè - Caja Rural-Seguros RGA - Drone Hopper-Androni Giocattoli - Eolo-Kometa - Equipo Kern Pharma - Euskaltel-Euskadi - Uno-X Pro Cycling Team Equip continental- Tirol-KTM Cycling Team |
| |

## Etapes
| Etapa    | Data      | Ciutats d'etapa                   | type                    | Distància (km) | Desnivell (m) | Vencedor de l'etapa           | Líder de la general           |
| -------- | --------- | --------------------------------- | ----------------------- | -------------- | ------------- | ----------------------------- | ----------------------------- |
| 1a etapa | 18 de abr | Cles – San Martino di Castrozza   | etapa de mitja muntanya | 160,9          | 2.950 m       | Geoffrey Bouchard             | Geoffrey Bouchard             |
| 2a etapa | 19 de abr | San Martino di Castrozza – Lana   | etapa de muntanya       | 154,1          | 3.200 m       | Peio Bilbao López de Armentia | Peio Bilbao López de Armentia |
| 3a etapa | 20 de abr | Lana – Niederdorf                 | etapa de muntanya       | 154,6          | 2.900 m       | Lennard Kämna                 | Peio Bilbao López de Armentia |
| 4a etapa | 21 de abr | Niederdorf – Kals am Großglockner | etapa de muntanya       | 142,4          | 2.400 m       | Miguel Ángel López Moreno     | Peio Bilbao López de Armentia |
| 5a etapa | 22 de abr | Lienz – Lienz                     | etapa de mitja muntanya | 115,9          | 2.300 m       | Thibaut Pinot                 | Romain Bardet                 |

### Etapa 1
| \| Classificació de l'etapa \| Classificació de l'etapa \| Classificació de l'etapa \| Classificació de l'etapa \| Classificació de l'etapa \| \| Corredor \| Corredor \| Equip \| Temps \| \| \| ------------------------ \| ----------------------------- \| ------------------------------- \| ------------------------ \| ------------------------ \| \| 1r \| Geoffrey Bouchard \| AG2R Citroën Team \| 4h 12' 22" \| \| \| 2n \| Peio Bilbao López de Armentia \| Bahrain Victorious \| + 5" \| \| \| 3r \| Romain Bardet \| Team DSM \| + 5" \| \| \| 4t \| Vincenzo Albanese \| Eolo-Kometa \| + 5" \| \| \| 5è \| Felix Gall \| AG2R Citroën Team \| + 5" \| \| \| 6è \| Natnael Tesfatsion \| Drone Hopper-Androni Giocattoli \| + 5" \| \| \| 7è \| Richie Porte \| Ineos Grenadiers \| + 5" \| \| \| 8è \| Pàvel Sivakov \| Ineos Grenadiers \| + 5" \| \| \| 9è \| Michael Storer \| Groupama-FDJ \| + 5" \| \| \| 10è \| Jonathan Caicedo Cepeda \| EF Education-EasyPost \| + 5" \| \| |                               |                                 |            |
| |                               |                                 |            |
| Font: ProCyclingStats |                               |                                 |            |
| Classificació de l'etapa |                               |                                 |            |
| Corredor | Corredor                      | Equip                           | Temps      |
| 1r | Geoffrey Bouchard             | AG2R Citroën Team               | 4h 12' 22" |
| 2n | Peio Bilbao López de Armentia | Bahrain Victorious              | + 5"       |
| 3r | Romain Bardet                 | Team DSM                        | + 5"       |
| 4t | Vincenzo Albanese             | Eolo-Kometa                     | + 5"       |
| 5è | Felix Gall                    | AG2R Citroën Team               | + 5"       |
| 6è | Natnael Tesfatsion            | Drone Hopper-Androni Giocattoli | + 5"       |
| 7è | Richie Porte                  | Ineos Grenadiers                | + 5"       |
| 8è | Pàvel Sivakov                 | Ineos Grenadiers                | + 5"       |
| 9è | Michael Storer                | Groupama-FDJ                    | + 5"       |
| 10è | Jonathan Caicedo Cepeda       | EF Education-EasyPost           | + 5"       |

| \| Classificació general \| Classificació general \| Classificació general \| Classificació general \| Classificació general \| \| Corredor \| Corredor \| Equip \| Temps \| \| \| --------------------- \| ----------------------------- \| ------------------------------- \| --------------------- \| --------------------- \| \| 1r \| Geoffrey Bouchard \| AG2R Citroën Team \| 4h 12' 12" \| \| \| 2n \| Peio Bilbao López de Armentia \| Bahrain Victorious \| + 9" \| \| \| 3r \| Romain Bardet \| Team DSM \| + 11" \| \| \| 4t \| Vincenzo Albanese \| Eolo-Kometa \| + 15" \| \| \| 5è \| Felix Gall \| AG2R Citroën Team \| + 15" \| \| \| 6è \| Natnael Tesfatsion \| Drone Hopper-Androni Giocattoli \| + 15" \| \| \| 7è \| Richie Porte \| Ineos Grenadiers \| + 15" \| \| \| 8è \| Pàvel Sivakov \| Ineos Grenadiers \| + 15" \| \| \| 9è \| Michael Storer \| Groupama-FDJ \| + 15" \| \| \| 10è \| Jonathan Caicedo Cepeda \| EF Education-EasyPost \| + 15" \| \| |                               |                                 |            |
| |                               |                                 |            |
| Font: ProCyclingStats |                               |                                 |            |
| Classificació general |                               |                                 |            |
| Corredor | Corredor                      | Equip                           | Temps      |
| 1r | Geoffrey Bouchard             | AG2R Citroën Team               | 4h 12' 12" |
| 2n | Peio Bilbao López de Armentia | Bahrain Victorious              | + 9"       |
| 3r | Romain Bardet                 | Team DSM                        | + 11"      |
| 4t | Vincenzo Albanese             | Eolo-Kometa                     | + 15"      |
| 5è | Felix Gall                    | AG2R Citroën Team               | + 15"      |
| 6è | Natnael Tesfatsion            | Drone Hopper-Androni Giocattoli | + 15"      |
| 7è | Richie Porte                  | Ineos Grenadiers                | + 15"      |
| 8è | Pàvel Sivakov                 | Ineos Grenadiers                | + 15"      |
| 9è | Michael Storer                | Groupama-FDJ                    | + 15"      |
| 10è | Jonathan Caicedo Cepeda       | EF Education-EasyPost           | + 15"      |

### Etapa 2
| \| Classificació de l'etapa \| Classificació de l'etapa \| Classificació de l'etapa \| Classificació de l'etapa \| Classificació de l'etapa \| \| Corredor \| Corredor \| Equip \| Temps \| \| \| ------------------------ \| ----------------------------- \| ------------------------ \| ------------------------ \| ------------------------ \| \| 1r \| Peio Bilbao López de Armentia \| Bahrain Victorious \| 3h 56' 04" \| \| \| 2n \| Romain Bardet \| Team DSM \| + 0" \| \| \| 3r \| Attila Valter \| Groupama-FDJ \| + 0" \| \| \| 4t \| Felix Gall \| AG2R Citroën Team \| + 0" \| \| \| 5è \| Edward Dunbar \| Ineos Grenadiers \| + 0" \| \| \| 6è \| Pàvel Sivakov \| Ineos Grenadiers \| + 0" \| \| \| 7è \| Esteban Chaves Rubio \| EF Education-EasyPost \| + 0" \| \| \| 8è \| Mikel Landa Meana \| Bahrain Victorious \| + 0" \| \| \| 9è \| Richie Porte \| Ineos Grenadiers \| + 0" \| \| \| 10è \| Einer Rubio \| Movistar Team \| + 0" \| \| |                               |                       |            |
| |                               |                       |            |
| Font: ProCyclingStats |                               |                       |            |
| Classificació de l'etapa |                               |                       |            |
| Corredor | Corredor                      | Equip                 | Temps      |
| 1r | Peio Bilbao López de Armentia | Bahrain Victorious    | 3h 56' 04" |
| 2n | Romain Bardet                 | Team DSM              | + 0"       |
| 3r | Attila Valter                 | Groupama-FDJ          | + 0"       |
| 4t | Felix Gall                    | AG2R Citroën Team     | + 0"       |
| 5è | Edward Dunbar                 | Ineos Grenadiers      | + 0"       |
| 6è | Pàvel Sivakov                 | Ineos Grenadiers      | + 0"       |
| 7è | Esteban Chaves Rubio          | EF Education-EasyPost | + 0"       |
| 8è | Mikel Landa Meana             | Bahrain Victorious    | + 0"       |
| 9è | Richie Porte                  | Ineos Grenadiers      | + 0"       |
| 10è | Einer Rubio                   | Movistar Team         | + 0"       |

| \| Classificació general \| Classificació general \| Classificació general \| Classificació general \| Classificació general \| \| Corredor \| Corredor \| Equip \| Temps \| \| \| --------------------- \| ----------------------------- \| --------------------- \| --------------------- \| --------------------- \| \| 1r \| Peio Bilbao López de Armentia \| Bahrain Victorious \| 8h 08' 15" \| \| \| 2n \| Romain Bardet \| Team DSM \| + 6" \| \| \| 3r \| Attila Valter \| Groupama-FDJ \| + 12" \| \| \| 4t \| Felix Gall \| AG2R Citroën Team \| + 16" \| \| \| 5è \| Pàvel Sivakov \| Ineos Grenadiers \| + 16" \| \| \| 6è \| Richie Porte \| Ineos Grenadiers \| + 16" \| \| \| 7è \| Esteban Chaves Rubio \| EF Education-EasyPost \| + 16" \| \| \| 8è \| Edward Dunbar \| Ineos Grenadiers \| + 16" \| \| \| 9è \| Einer Rubio \| Movistar Team \| + 16" \| \| \| 10è \| Santiago Buitrago Sánchez \| Bahrain Victorious \| + 16" \| \| |                               |                       |            |
| |                               |                       |            |
| Font: ProCyclingStats |                               |                       |            |
| Classificació general |                               |                       |            |
| Corredor | Corredor                      | Equip                 | Temps      |
| 1r | Peio Bilbao López de Armentia | Bahrain Victorious    | 8h 08' 15" |
| 2n | Romain Bardet                 | Team DSM              | + 6"       |
| 3r | Attila Valter                 | Groupama-FDJ          | + 12"      |
| 4t | Felix Gall                    | AG2R Citroën Team     | + 16"      |
| 5è | Pàvel Sivakov                 | Ineos Grenadiers      | + 16"      |
| 6è | Richie Porte                  | Ineos Grenadiers      | + 16"      |
| 7è | Esteban Chaves Rubio          | EF Education-EasyPost | + 16"      |
| 8è | Edward Dunbar                 | Ineos Grenadiers      | + 16"      |
| 9è | Einer Rubio                   | Movistar Team         | + 16"      |
| 10è | Santiago Buitrago Sánchez     | Bahrain Victorious    | + 16"      |

### Etapa 3
| \| Classificació de l'etapa \| Classificació de l'etapa \| Classificació de l'etapa \| Classificació de l'etapa \| Classificació de l'etapa \| \| Corredor \| Corredor \| Equip \| Temps \| \| \| ------------------------ \| ------------------------- \| ------------------------------- \| ------------------------ \| ------------------------ \| \| 1r \| Lennard Kämna \| Bora-Hansgrohe \| 4h 02' 56" \| \| \| 2n \| Andrey Amador Bikkazakova \| Ineos Grenadiers \| + 3" \| \| \| 3r \| Jonathan Lastra Martínez \| Caja Rural-Seguros RGA \| + 4" \| \| \| 4t \| Natnael Tesfatsion \| Drone Hopper-Androni Giocattoli \| + 4" \| \| \| 5è \| William Barta \| Movistar Team \| + 4" \| \| \| 6è \| James Piccoli \| Israel-Premier Tech \| + 4" \| \| \| 7è \| Vadim Pronskiy \| Astana Qazaqstan Team \| + 4" \| \| \| 8è \| Sean Quinn \| EF Education-EasyPost \| + 57" \| \| \| 9è \| Felix Gall \| AG2R Citroën Team \| + 57" \| \| \| 10è \| Pàvel Sivakov \| Ineos Grenadiers \| + 57" \| \| |                           |                                 |            |
| |                           |                                 |            |
| Font: ProCyclingStats |                           |                                 |            |
| Classificació de l'etapa |                           |                                 |            |
| Corredor | Corredor                  | Equip                           | Temps      |
| 1r | Lennard Kämna             | Bora-Hansgrohe                  | 4h 02' 56" |
| 2n | Andrey Amador Bikkazakova | Ineos Grenadiers                | + 3"       |
| 3r | Jonathan Lastra Martínez  | Caja Rural-Seguros RGA          | + 4"       |
| 4t | Natnael Tesfatsion        | Drone Hopper-Androni Giocattoli | + 4"       |
| 5è | William Barta             | Movistar Team                   | + 4"       |
| 6è | James Piccoli             | Israel-Premier Tech             | + 4"       |
| 7è | Vadim Pronskiy            | Astana Qazaqstan Team           | + 4"       |
| 8è | Sean Quinn                | EF Education-EasyPost           | + 57"      |
| 9è | Felix Gall                | AG2R Citroën Team               | + 57"      |
| 10è | Pàvel Sivakov             | Ineos Grenadiers                | + 57"      |

| \| Classificació general \| Classificació general \| Classificació general \| Classificació general \| Classificació general \| \| Corredor \| Corredor \| Equip \| Temps \| \| \| --------------------- \| ----------------------------- \| --------------------- \| --------------------- \| --------------------- \| \| 1r \| Peio Bilbao López de Armentia \| Bahrain Victorious \| 12h 12' 08" \| \| \| 2n \| Romain Bardet \| Team DSM \| + 6" \| \| \| 3r \| Attila Valter \| Groupama-FDJ \| + 12" \| \| \| 4t \| Felix Gall \| AG2R Citroën Team \| + 16" \| \| \| 5è \| Pàvel Sivakov \| Ineos Grenadiers \| + 16" \| \| \| 6è \| Einer Rubio \| Movistar Team \| + 16" \| \| \| 7è \| Edward Dunbar \| Ineos Grenadiers \| + 16" \| \| \| 8è \| Thymen Arensman \| Team DSM \| + 16" \| \| \| 9è \| Esteban Chaves Rubio \| EF Education-EasyPost \| + 16" \| \| \| 10è \| Richie Porte \| Ineos Grenadiers \| + 16" \| \| |                               |                       |             |
| |                               |                       |             |
| Font: ProCyclingStats |                               |                       |             |
| Classificació general |                               |                       |             |
| Corredor | Corredor                      | Equip                 | Temps       |
| 1r | Peio Bilbao López de Armentia | Bahrain Victorious    | 12h 12' 08" |
| 2n | Romain Bardet                 | Team DSM              | + 6"        |
| 3r | Attila Valter                 | Groupama-FDJ          | + 12"       |
| 4t | Felix Gall                    | AG2R Citroën Team     | + 16"       |
| 5è | Pàvel Sivakov                 | Ineos Grenadiers      | + 16"       |
| 6è | Einer Rubio                   | Movistar Team         | + 16"       |
| 7è | Edward Dunbar                 | Ineos Grenadiers      | + 16"       |
| 8è | Thymen Arensman               | Team DSM              | + 16"       |
| 9è | Esteban Chaves Rubio          | EF Education-EasyPost | + 16"       |
| 10è | Richie Porte                  | Ineos Grenadiers      | + 16"       |

### Etapa 4
| \| Classificació de l'etapa \| Classificació de l'etapa \| Classificació de l'etapa \| Classificació de l'etapa \| Classificació de l'etapa \| \| Corredor \| Corredor \| Equip \| Temps \| \| \| ------------------------ \| ----------------------------- \| ------------------------ \| ------------------------ \| ------------------------ \| \| 1r \| Miguel Ángel López Moreno \| Astana Qazaqstan Team \| 3h 29' 04" \| \| \| 2n \| Thibaut Pinot \| Groupama-FDJ \| + 7" \| \| \| 3r \| Romain Bardet \| Team DSM \| + 15" \| \| \| 4t \| Peio Bilbao López de Armentia \| Bahrain Victorious \| + 15" \| \| \| 5è \| Felix Gall \| AG2R Citroën Team \| + 15" \| \| \| 6è \| Sean Quinn \| EF Education-EasyPost \| + 15" \| \| \| 7è \| Santiago Buitrago Sánchez \| Bahrain Victorious \| + 15" \| \| \| 8è \| Mikel Landa Meana \| Bahrain Victorious \| + 15" \| \| \| 9è \| Thymen Arensman \| Team DSM \| + 15" \| \| \| 10è \| Attila Valter \| Groupama-FDJ \| + 15" \| \| |                               |                       |            |
| |                               |                       |            |
| Font: ProCyclingStats |                               |                       |            |
| Classificació de l'etapa |                               |                       |            |
| Corredor | Corredor                      | Equip                 | Temps      |
| 1r | Miguel Ángel López Moreno     | Astana Qazaqstan Team | 3h 29' 04" |
| 2n | Thibaut Pinot                 | Groupama-FDJ          | + 7"       |
| 3r | Romain Bardet                 | Team DSM              | + 15"      |
| 4t | Peio Bilbao López de Armentia | Bahrain Victorious    | + 15"      |
| 5è | Felix Gall                    | AG2R Citroën Team     | + 15"      |
| 6è | Sean Quinn                    | EF Education-EasyPost | + 15"      |
| 7è | Santiago Buitrago Sánchez     | Bahrain Victorious    | + 15"      |
| 8è | Mikel Landa Meana             | Bahrain Victorious    | + 15"      |
| 9è | Thymen Arensman               | Team DSM              | + 15"      |
| 10è | Attila Valter                 | Groupama-FDJ          | + 15"      |

| \| Classificació general \| Classificació general \| Classificació general \| Classificació general \| Classificació general \| \| Corredor \| Corredor \| Equip \| Temps \| \| \| --------------------- \| ----------------------------- \| --------------------- \| --------------------- \| --------------------- \| \| 1r \| Peio Bilbao López de Armentia \| Bahrain Victorious \| 15h 41' 27" \| \| \| 2n \| Romain Bardet \| Team DSM \| + 2" \| \| \| 3r \| Attila Valter \| Groupama-FDJ \| + 12" \| \| \| 4t \| Felix Gall \| AG2R Citroën Team \| + 16" \| \| \| 5è \| Pàvel Sivakov \| Ineos Grenadiers \| + 16" \| \| \| 6è \| Einer Rubio \| Movistar Team \| + 16" \| \| \| 7è \| Thymen Arensman \| Team DSM \| + 16" \| \| \| 8è \| Santiago Buitrago Sánchez \| Bahrain Victorious \| + 16" \| \| \| 9è \| Richie Porte \| Ineos Grenadiers \| + 16" \| \| \| 10è \| Michael Storer \| Groupama-FDJ \| + 16" \| \| |                               |                    |             |
| |                               |                    |             |
| Font: ProCyclingStats |                               |                    |             |
| Classificació general |                               |                    |             |
| Corredor | Corredor                      | Equip              | Temps       |
| 1r | Peio Bilbao López de Armentia | Bahrain Victorious | 15h 41' 27" |
| 2n | Romain Bardet                 | Team DSM           | + 2"        |
| 3r | Attila Valter                 | Groupama-FDJ       | + 12"       |
| 4t | Felix Gall                    | AG2R Citroën Team  | + 16"       |
| 5è | Pàvel Sivakov                 | Ineos Grenadiers   | + 16"       |
| 6è | Einer Rubio                   | Movistar Team      | + 16"       |
| 7è | Thymen Arensman               | Team DSM           | + 16"       |
| 8è | Santiago Buitrago Sánchez     | Bahrain Victorious | + 16"       |
| 9è | Richie Porte                  | Ineos Grenadiers   | + 16"       |
| 10è | Michael Storer                | Groupama-FDJ       | + 16"       |

### Etapa 5
| \| Classificació de l'etapa \| Classificació de l'etapa \| Classificació de l'etapa \| Classificació de l'etapa \| Classificació de l'etapa \| \| Corredor \| Corredor \| Equip \| Temps \| \| \| ------------------------ \| -------------------------- \| ------------------------ \| ------------------------ \| ------------------------ \| \| 1r \| Thibaut Pinot \| Groupama-FDJ \| 3h 09' 24" \| \| \| 2n \| David de la Cruz Melgarejo \| Astana Qazaqstan Team \| + 7" \| \| \| 3r \| Lennard Kämna \| Bora-Hansgrohe \| + 1' 46" \| \| \| 4t \| Igor Arrieta \| Equipo Kern Pharma \| + 2' 43" \| \| \| 5è \| Torstein Træen \| Uno-X Pro Cycling Team \| + 3' 26" \| \| \| 6è \| Andrey Amador Bikkazakova \| Ineos Grenadiers \| + 8' 09" \| \| \| 7è \| Michael Storer \| Groupama-FDJ \| + 8' 36" \| \| \| 8è \| Romain Bardet \| Team DSM \| + 8' 36" \| \| \| 9è \| Thymen Arensman \| Team DSM \| + 8' 38" \| \| \| 10è \| Attila Valter \| Groupama-FDJ \| + 9' 15" \| \| |                            |                        |            |
| |                            |                        |            |
| Font: ProCyclingStats |                            |                        |            |
| Classificació de l'etapa |                            |                        |            |
| Corredor | Corredor                   | Equip                  | Temps      |
| 1r | Thibaut Pinot              | Groupama-FDJ           | 3h 09' 24" |
| 2n | David de la Cruz Melgarejo | Astana Qazaqstan Team  | + 7"       |
| 3r | Lennard Kämna              | Bora-Hansgrohe         | + 1' 46"   |
| 4t | Igor Arrieta               | Equipo Kern Pharma     | + 2' 43"   |
| 5è | Torstein Træen             | Uno-X Pro Cycling Team | + 3' 26"   |
| 6è | Andrey Amador Bikkazakova  | Ineos Grenadiers       | + 8' 09"   |
| 7è | Michael Storer             | Groupama-FDJ           | + 8' 36"   |
| 8è | Romain Bardet              | Team DSM               | + 8' 36"   |
| 9è | Thymen Arensman            | Team DSM               | + 8' 38"   |
| 10è | Attila Valter              | Groupama-FDJ           | + 9' 15"   |

## Classificació final
| \| Classificació general \| Classificació general \| Classificació general \| Classificació general \| Classificació general \| \| Corredor \| Corredor \| Equip \| Temps \| \| \| --------------------- \| ----------------------------- \| --------------------- \| --------------------- \| --------------------- \| \| 1r \| Romain Bardet \| Team DSM \| 18h 59' 29" \| \| \| 2n \| Michael Storer \| Groupama-FDJ \| + 14" \| \| \| 3r \| Thymen Arensman \| Team DSM \| + 16" \| \| \| 4t \| Peio Bilbao López de Armentia \| Bahrain Victorious \| + 37" \| \| \| 5è \| Attila Valter \| Groupama-FDJ \| + 49" \| \| \| 6è \| Felix Gall \| AG2R Citroën Team \| + 53" \| \| \| 7è \| Richie Porte \| Ineos Grenadiers \| + 1' 00" \| \| \| 8è \| Santiago Buitrago Sánchez \| Bahrain Victorious \| + 1' 57" \| \| \| 9è \| Hugh Carthy \| EF Education-EasyPost \| + 2' 08" \| \| \| 10è \| Pàvel Sivakov \| Ineos Grenadiers \| + 2' 13" \| \| |                               |                       |             |
| |                               |                       |             |
| Font: ProCyclingStats |                               |                       |             |
| Classificació general |                               |                       |             |
| Corredor | Corredor                      | Equip                 | Temps       |
| 1r | Romain Bardet                 | Team DSM              | 18h 59' 29" |
| 2n | Michael Storer                | Groupama-FDJ          | + 14"       |
| 3r | Thymen Arensman               | Team DSM              | + 16"       |
| 4t | Peio Bilbao López de Armentia | Bahrain Victorious    | + 37"       |
| 5è | Attila Valter                 | Groupama-FDJ          | + 49"       |
| 6è | Felix Gall                    | AG2R Citroën Team     | + 53"       |
| 7è | Richie Porte                  | Ineos Grenadiers      | + 1' 00"    |
| 8è | Santiago Buitrago Sánchez     | Bahrain Victorious    | + 1' 57"    |
| 9è | Hugh Carthy                   | EF Education-EasyPost | + 2' 08"    |
| 10è | Pàvel Sivakov                 | Ineos Grenadiers      | + 2' 13"    |

## Evolució de les classificacions
| Etapa                  | Vencedor               | Classificació general | Classificació de la muntanya | Classificació dels joves | Classificació dels esprints | Classificació per equips |
| ---------------------- | ---------------------- | --------------------- | ---------------------------- | ------------------------ | --------------------------- | ------------------------ |
| 1                      | Geoffrey Bouchard      | Geoffrey Bouchard     | Geoffrey Bouchard            | Emanuel Zangerle         | Natnael Tesfatsion          | AG2R Citroën             |
| 2                      | Pello Bilbao           | Pello Bilbao          | Pavel Sivakov                | Miguel Ángel López       | Santiago Buitrago           | Ineos Grenadiers         |
| 3                      | Lennard Kämna          | Pello Bilbao          | Pavel Sivakov                | Miguel Ángel López       | Thymen Arensman             | Ineos Grenadiers         |
| 4                      | Miguel Ángel López     | Pello Bilbao          | Geoffrey Bouchard            | Miguel Ángel López       | Thymen Arensman             | Ineos Grenadiers         |
| 5                      | Thibaut Pinot          | Romain Bardet         | Torstein Træen               | Thibaut Pinot            | Thymen Arensman             | Groupama-FDJ             |
| Classificacions finals | Classificacions finals | Romain Bardet         | Torstein Træen               | Thibaut Pinot            | Thymen Arensman             | Groupama-FDJ             |